# Алексєєв Сергій Вікторович (футболіст)
Сергій Вікторович Алексєєв (рум. Serghei Alexeev, рос. Серге́й Викторович Алексе́ев, нар. 31 травня 1986, Тирасполь) — молдовський футболіст, нападник клубу «Динамо-Авто» та національної збірної Молдови.

## Клубна кар'єра
У 16 років Габі Балінт запросив його в тираспольський «Шериф». З 2002 року по 2005 рік виступав за «Шериф» у чемпіонаті Молдови, за клуб відіграв 15 матчів.
З початку 2005 року виступав за «Тирасполь». За підсумками 2005 року зайняв 3 місце в номінації найкращий нападник Молдавії. Влітку 2006 року разом з командою дійшов до третього раунду Кубка Інтертото. По ходу турніру «Тирасполь» переграв азербайджанський «МКТ-Араз» та польський «Лех». У другому матчі з «МКТ-Араз» (2:0), Алексєєв забив два голи. У третьому турі команда поступилася австрійському «Ріду» (4:2 за сумою двох матчів).
На початку 2007 року повернувся в «Шериф». У команді став основним гравцем. Разом з «Шерифом», ставав чемпіоном і володарем Кубка Молдови, виступав у єврокубках. У чемпіонаті Молдови за клуб зіграв 51 матч і забив 22 голи. Другу половину сезону 2008/09 провів в оренді в клубі «Іскра-Сталь», зіграв 8 матчів.
У червні 2009 року разом із Артуром Іоніце підписав контракт з швейцарським «Арау». У чемпіонаті Швейцарії дебютував 19 липня 2009 року у виїзному матчі з «Базелем» (2:1), Алексєєв вийшов на 88 хвилині замість Стевена Ланга. Через травми за «Арау» Сергій зіграв лише 6 матчів і у грудні 2009 року залишив клуб.
На початку 2010 року з'явилася інформація про те, що він підписав контракт з азербайджанським «Нефтчі». 1 лютого 2010 року був представлений як гравець клубу. Незабаром гравець заявив, що не хоче виступати в чемпіонаті Азербайджану, а його присутність на презентації нових гравців клубу — формальність.
Незабаром він підписав контракт з ужгородським «Закарпаттям», де тренером був Ігор Гамула. У чемпіонаті України дебютував 27 лютого 2010 року в домашньому матчі проти донецького «Металурга» (0:1), Алексєєв вийшов у перерві замість Рубена Гомеса. У наступному матчі, 6 березня 2010 року проти харківського «Металіста» (2:1), Алексєєв забив єдиний гол команди на 81 хвилині у ворота Горяїнова. Цей гол був визнаний найкращим голом 19 туру. За підсумками сезону 2009/10 «Закарпаття» зайняло останнє 16 місце в Прем'єр-лізі України і вилетіло в Першу лігу, Алексєєв в чемпіонаті зіграв 12 матчів і забив 1 гол. Після програшного матчу 18 серпня 2010 року в Кубку України з армянським «Титаном» (2:3), Алексєєв був відсторонений від тренувань та незабаром покинув команду.
На початку 2011 року побував на перегляді в російському клубі «Волгар-Газпром». У товариському матчі проти дубля «Томі», Алексєєв відзначився забитим голом. У підсумку контракт з клубом не підписав і пів року залишався вільним агентом.
Влітку 2011 року підписав дворічну угоду з угорським «Капошваром» з однойменного міста. У чемпіонаті Угорщини дебютував 30 липня 2011 року в домашньому матчі проти «Відеотона» (2:0), Алексєєв вийшов наприкінці матчу на 88 хвилині замість Бояна Павловича. В угорському клубі провів півроку, після чого був відданий в оренду в ізраїльський «Маккабі» (Нетанья), де провів другу половину сезону.
Протягом сезону 2012/13 виступав за російський «Єнісей» у Першості ФНЛ, після чого повернувся на батьківщину, де виступав за клуби «Веріс», «Зімбру» та «Тирасполь».
У вересні 2015 року став гравцем російського клубу «СКА-Енергія» з Першості ФНЛ, але вже в кінці року генеральний директор клубу Сергій Фельдман заявив, що трансфер Алексєєва був помилкою і контракт було розірвано.
На початку 2016 року повернувся на батьківщину, ставши гравцем «Динамо-Авто». Відтоді встиг відіграти за тираспольський клуб 3 матчі в національному чемпіонаті.

## Виступи за збірні
Виступав за юнацьку і молодіжну збірну Молдови.
У складі національної збірної Молдавії дебютував 7 лютого 2007 року у товариському матчі проти Румунії (2:0), Алексєєв відіграв перший тайм.
Всього за збірну зіграв 25 матчів і забив 5 голів (Угорщині, Вірменії, Латвії, Фінляндії та Саудівській Аравії).

## Досягнення
- Чемпіон Молдови (6) :

«Шериф»: 2002-03, 2003-04, 2005-06, 2006-07, 2007-08, 2008-09
- Володар Кубка Молдови (2):

«Шериф»: 2007-08, 2008-09
- Володар Суперкубка Молдови (3):

«Шериф»: 2003, 2004, 2007.